# Mohammed Dramani Kalilu
Mohammed Dramani Kalilu, född den 21 oktober 1972, är en ghanansk fotbollsspelare som tog OS-brons i herrfotbollsturneringen vid de olympiska sommarspelen 1992 i Barcelona. 